# Clovia matemana
Clovia matemana is een halfvleugelig insect uit de familie Aphrophoridae. De wetenschappelijke naam van deze soort is voor het eerst geldig gepubliceerd in 1955 door Lallemand & Synave.